# Adelina, a charuteira
Adelina, a charuteira (7 de abril de 1859 - data de morte desconhecida) foi uma escrava e ativista do movimento abolicionista em São Luís.

## Biografia
Adelina nasceu em 7 de abril de 1859, filha de Josepha Tereza da Silva (conhecida como "Boca da Noite") e de João Francisco da Luz, proprietário de escravos. Alfabetizada em um contexto em que essa prática era proibida para pessoas escravizadas, ela aprendeu a ler, escrever e bordar, habilidades que usou para se articular politicamente.

## Atuação abolicionista
Após o pai sofrer reveses financeiros, Adelina passou a produzir e vender charutos pela cidade, o que lhe conferia liberdade de circulação em São Luís. Como vendedora ambulante, tornou-se presença constante nos comícios e palestras abolicionistas promovidos por estudantes do Liceu Maranhense no Largo do Carmo. Com a tomada de consciência da vida de escrava que tinha, a jovem ouvia os comícios e palestras promovidos pelos estudantes no Largo do Carmo e identificou caracteristicas de sua vida, assim como de sua mãe e do povo negro.
Integrante do “Clube dos Mortos”, associação estudantil dedicada a comprar alforrias e articular fugas, ela também atuava como sentinela, avisando colegas sobre rondas policiais. O seu papel foi imprescindível para que muitos escravos fossem libertos e livres da morte dados seus conhecimentos sobre as ruas, além de rotas de deslocamento policial. Conta-se que Adelina fumava um charuto todas as vezes que tinha informações importantes para os estudantes.
Sua alforria foi finalmente concedida em 1876, após anos de engajamento ativo no movimento abolicionista. A data de sua morte é desconhecida, assim como seu rosto. Ilustrações que a referenciam foram feitas a partir de fotografias de outras mulheres negras escravizadas da região na época.

## Legado
Adelina é celebrada como exemplo de resistência e criatividade na luta abolicionista no Maranhão, destacando o papel de mulheres escravizadas no processo de emancipação.